# Wilhelmus Anthonius Smit
Wilhelmus Anthonius (W.A.) Smit (Amsterdam, 16 januari 1836 – Amsterdam, 5 augustus 1896) was een Nederlands organist en (koor)dirigent.
Hij was zoon van winkelier Johannes Petrus Smit en Maria Alida Hesselingh, wonende in de Roomolenstraat. Hijzelf was getrouwd met Engelina Bertina Krollart.
Hij kreeg zijn opleiding van organist te Haarlem Johannes Gijsbertus Bastiaans. Smit was jarenlang organist van de Onze-Lieve-Vrouwekerk aan de Keizersgracht, de Sint-Josephkerk en de Sint-Catharinakerk. Hij was er tevens koordirigent, net zal bij liedertafel Caecilia en Sint Jozef Gezellenvereniging. Hij was voorts directeur van de Nationale Zangschool van Amstels Mannenkoor. 
Voor die koren schreef hij minstens twee missen (Missa in honorem S. Joseph en Missa in Honorem S. Mariae), Zes cantica voor twee zangstemmen en orgel/harmonium en het oratorium Crusifixisme. Een gelegenheidswerk was de Kroningscantate op tekst van Joseph Alberdingk Thijm. Van die werken is in de 21e eeuw niets meer terug te vonden.